# Uroplectes olivaceus
Uroplectes olivaceus es una especie de escorpión del género Uroplectes, familia Buthidae. Fue descrita científicamente por Pocock en 1896.
Habita en la provincia de KwaZulu-Natal a través de Esuatini, en Limpopo y Mozambique. Las especies miden 60 mm de largo y tienen finas granulaciones en la cola. Su veneno no es mortal para los humanos; sin embargo, podría causar algo de hinchazón.
Presenta una coloración negra y azul, sus pinzas tienden a ser amarillas y naranjas. Sus articulaciones también son amarillas y naranjas. Suele ser encontrada debajo de rocas y piedras, en suelos robustos. Es muy parecida a otras especies como Uropectes flavoviridis y Uroplectes triangulifer.